# Keller (Wirginia)
Keller – miasto w Stanach Zjednoczonych, w stanie Wirginia, w hrabstwie Accomack.